# Camponotus auricomus
Camponotus auricomus é uma espécie de inseto do gênero Camponotus, pertencente à família Formicidae.

## Subespécies
- C. a. auricomus
- C. a. lucianus
- C. a. vincentensis